# Леднев-Щукин, Сергей Евграфович
Сергей Евграфович Леднев-Щукин (14 [26] августа 1875, Заозерье, Ярославская губерния — 7 апреля 1961, Москва) — русский художник-пейзажист 1-й половины XX века.
Окончил Центральное Строгановское училище. Жил и работал в Москве.
Участвовал в выставках Санкт-Петербургского общества художников, МОЛХ, «Мира искусства», группы «Независимые» (1907—1912). Участник московского кружка «Среда». После революции принимал участие во 2-й Государственной выставке картин в Москве (1918—1919), выставках группы «Объединенное искусство» (ОБИС, 1925), обществ «Ассамблея» («Группа московских художников», 1924—1929), «Искусство трудящимся» (1925—1928). Его картины демонстрировались в Государственной Третьяковской Галерее, (1989) (ГТК); Химкинской картинной галерее (1990).
Работы художника находятся во многих музеях России. В том числе УИХМ (Углич), Приморская государственная картинная галерея (Владивосток), Новокузнецкий Художественный музей, Химкинская картинная галерея. А также в частных коллекциях и музеях за рубежом, Художественный музей Метрополитен (Нью-Йорк).